# Eunidia trivitticollis
Eunidia trivitticollis là một loài bọ cánh cứng trong họ Cerambycidae.